# Henry Chettle
Henry Chettle (1564? - 1607?) fue un dramaturgo y escritor durante la época isabelina.
En 1591, se asoció con William Hoskins y John Danter, dos editores. Publicaron mcuhas baladas, y algunas obras, incluyendo una edición de Romeo y Julieta, creyéndose que Chettle añadió algunos versos e indicaciones escénicas.
En 1592 se publicó Greene’s Groatsworth of wyt, supuestamente obra del recientemente fallecido Robert Greene, sospechándose que Chettle era el verdadero autor, y el análisis textual moderno apoya esta sospecha. No sería la primera ocasión en la que Chettle haría pasar obras propias como ajenas. Todo sugiere que su reputación como autor no era grande.
Parece que siempre tuvo deudas, a juzgar por el gran número de adelantos que Philip Henslowe anota en su diario. Henslowe apunta pagos por 36 obras entre 1598 y 1603, y puede que interviniera en un total de cincuenta obras, aunque parece que sólo una docena se debieron a él en exclusiva. Chettle se relacionó con regularidad con Henry Porter, John Dekker, y después de 1600 con John Day. De las trece obras que se consideran exclusivamente suyas sólo una fue impresa: The Tragedy of Hoffmann: or a Revenge for a Father (representada en 1602; impresa en 1631). Se cree que se representó para rivalizar con Hamlet.
Murió antes de 1607, cuando Dekker en su Knight's Conjurer le describe uniéndose a los poetas en el Elíseo.

## Lista de obras
1. The Valiant Welchman, con Michael Drayton, febrero de 1597-8. Impreso en 1615.
2. Earl Goodwin and his Three Sons, Part I, con Michael Drayton, Thomas Dekker, y Robert Wilson, marzo de 1598.
3. Earl Goodwin, Part II, mismos autores.
4. Piers of Exton, mismos autores.
5. Black Batman of the North, Part I, abril de 1598.
6. Black Batman of the North, Part II, con Robert Wilson. Misma fecha. Se menciona en el diario de Philip Henslowe en abril de 1598. No se han conservado copias de esta obra.
7. The Play of a Woman, julio de 1598.
8. The Conquest of Brute with the first finding of the Bath, con John Day y John Singer. Misma fecha.
9. Hot Anger Soon Cold, con Henry Porter y Ben Jonson, agosto de 1598.
10. Catiline's Conspiracy, con Robert Wilson. Misma fecha.
11. 'Tis no Deceit to Deceive the Deceiver, septiembre de 1598.
12. Aeneas' Revenge, with the Tragedy of Polyphemus, febrero de 1598-9.
13. Agamemnon, con Thomas Dekker, junio de 1599. Malone pensaba que esta era la misma obra que "Troilus and Cressida" ya mencionada.
14. The Stepmother's Tragedy, agosto de 1599.
15. Patient Grissel, con Thomas Dekker y William Haughton, diciembre de 1599. Impresa en 1603.
16. The Arcadian Virgin, con William Haughton. Misma fecha. Mencionada en el diario de Philip Henslowe en diciembre de 1599.
17. Damon and Pithias, enero de 1599-1600.
18. The Seven Wise Masters, con Thomas Dekker, William Haughton, y John Day, marzo de 1599-1600.
19. The Golden Ass and Cupid and Psyche, con Thomas Dekker y John Day, abril de 1600.
20. The Wooing of Death, misma fecha.
21. The Blind Beggar of Bethnal Green, con John Day. Misma fecha. Impresa en 1659.
22. All is not Gold that Glisters, con Samuel Rowley, marzo de 1600.
23. Sebastian, King of Portugal, con Thomas Dekker, abril de 1601.
24. Cardinal Wolsey, Part I, agosto de 1601.
25. Cardinal Wolsey, Part II, mayo de 1602.
26. The Orphan's Tragedy, septiembre de 1601.
27. Too Good to be True, con Richard Hathwaye, y Wentworth Smith, noviembre de 1601.
28. Love Parts Friendship, con Wentworth Smith, mayo de 1602.
29. Tobyas, misma fecha.
30. Jeptha, misma fecha.
31. A Danish Tragedy, misma fecha.
32. Femelanco, con Robinson, septiembre de 1602.
33. Lady Jane, Part I, con Dekker, Thomas Heywood, Wentworth Smith, y John Webster, noviembre de 1602.
34. Lady Jane, Part II, con los mismos autores salvo Smith. Misma fecha.
35. The London Florentine, Part I, con Thomas Heywood, diciembre de 1602.
36. The London Florentine, Part II, mismos autores. Misma fecha.
37. The Tragedy of Hoffman, misma fecha. Impreso en 1631.
38. Jane Shore, con John Day, marzo de 1602-3.